# Федеріко Фальконе
Федеріко Фальконе (ісп. Federico Falcone, нар. 21 грудня 1990, Росаріо) — аргентинський футболіст, нападник мальтійського клубу «Гіберніанс». Виступав також за низку аргентинських і закордонних клубів. Чемпіон Мальти та володар Кубка Мальти. Володар Кубка Португалії.

## Ігрова кар'єра
Федеріко Фальконе народився 1990 року в місті Росаріо, та є вихованцем футбольної школи клубу «Ньюеллс Олд Бойз». У 2009 році Фальконе розпочав грати в основній команді клубу, в якій грав до 2012 року, після чого футболіста відправили в оренду до чилійського клубу «Депортес Ла-Серена». У 2013 році аргентинський нападник перейшов до іншого чилійського клубу «Уачіпато», а в 2014—2015 роках грав у складі чилійських клубів «Барнечеа» і «Рейнджерс» (Талька).
У 2015 році Федеріко Фальконе став гравцем мальтійського клубу «Валетта», у складі якого в перший же рік виступів став чемпіоном Мальти. У 2017 році аргентинець короткий час грав у складі малайзійського клубу «Теренггану», проте ще в цьому ж році став гравцем португальського клубу «Авеш», у складі якого в сезоні 2017—2018 років став володаремКубка Португалії. З 2018 до 2019 року Фальконе грав у складі іншої португальської команди «Боавішта».
У 2019 році аргентинський нападник повернувся до Мальти, цього разу ставши гравцем клубу «Біркіркара», в якому аргентинський нападник грав до 2023 року. З 2023 до 2024 року футболіст знову виступав у складі клубу «Валетта». У 2024 році Фальконе перейшов до складу клубу «Гіберніанс», у складі якого в сезоні 2024—2025 років став володарем Кубка Мальти.

## Титули і досягнення
- Чемпіон Мальти (1):

«Валетта»: 2015–2016
- Володар Кубка Португалії (1):

«Авеш»: 2017–2018
- Володар Кубка Мальти (1):

«Гіберніанс»: 2024–2025